# Lluís Miret Pastor
Lluís Miret Pastor (Gandia, 1973) és un escriptor i economista valencià. Es va doctorar en Organització d'Empreses per la Universitat Politècnica de València i treballa com a professor titular al Campus de Gandia de la UPV. De 2017 a 2020, va ser director del CEIC Alfons el Vell. Com a escriptor ha guanyat diversos premis com el Premi Les Talúries o el Ciutat d'Alzira de novel·la, el Premi Carmessina de literatura infantil o els premis Mallorca o el Ramon Muntaner de novel·la juvenil.

## Obra
- Una espessa boira blanca (2003, finalista al Premi Ciutat de Burriana)
- La muntanya d'argent (2005)
- Felip Marlowe i la Banda dels Barracons (2007)
- Les valls dels bandolers (2007, Premi Ramon Muntaner de literatura juvenil)
- PQPI Connection (2011, Premi Mallorca de narrativa juvenil)
- Jordi i el tresor de les vint perles (2007. Premi Carmesina de Narrativa Infantil).

- Local hero (2009), novel·la per adults.[1] Premi Les Talúries
- L'ombra del mal (2014), novel·la per adults ambientada al segle xvii, Premi de Novel·la Ciutat d'Alzira[2]
- Les Aventures del Mag Xaviton (2015, Premi de narrativa infantil Vicenta Ferrer Escrivà)
- Vampirs, friquis i tacons d'agulla. Finalista del Premi Bancaixa de literatura juvenil